# Meshulam Nahari
Meshulam Nahari (hébreu : משולם נהרי), né le 7 mai 1951 en Israël, est un homme politique israélien, membre de la Knesset pour le parti ultra-orthodoxe Shas.

## Biographie
Il est né à Jérusalem en 1951. Il étudie dans une yeshiva. Après son service national, il est ordonné rabbin et devient enseignant. Après ses études, il devient chef d'établissement et sert comme consultant au Ministère de l'Éducation.
Il est élu à la Knesset aux élections de 1999 et devient vice-ministre de l'Éducation.
Il conserve son siège dans les deux élections de 2003 et 2006. En septembre 2006, il travaille au ministère des Finances. Après sa nomination, il a proposé un projet de loi qui obligerait les autorités locales à financer les écoles ultra-orthodoxes non reconnus, qui a été adoptée malgré l'opposition du procureur général et ministre de l'Éducation Yuli Tamir. Il conserve son siège aux élections de 2009, après avoir été placé cinquième sur la liste Shas.